# Hecar
Hecar (Hekar) ist eine osttimoresische Aldeia im Suco Dato (Verwaltungsamt Liquiçá, Gemeinde Liquiçá). 2015 lebten in der Aldeia 198 Menschen.

## Geographie
Hecar liegt im Osten des Sucos Dato. Südlich liegt die Aldeia Lisa-Ico und nördlich die Aldeia Puquelara. Im Westen grenzt Hecar an den Suco Loidahar und im Osten an den Suco Maumeta. Die Grenze zu Maumeta bildet der Fluss Gularkoo. Die Besiedlung der Aldeia verteilt auf den Süden und entlang der Grenze zu Lisa-Ico, wo es auch eine zusammenhängende Siedlung gibt. Weitere Häuser stehen an der Straße nach Vila de Liquiçá, im Nordwesten von Hecar.

## Politik
2023 wurde José Gonçalves Correia zum Chefe de Aldeia gewählt.